# The 13th Floor
The 13th Floor je čtvrté studiové album norské heavy/gothic/symfonicmetalové hudební skupiny Sirenia. Vydáno bylo 23. ledna 2009 vydavatelstvím Nuclear Blast. Je to první album, na kterém se objevila zpěvačka Ailyn.

## Seznam skladeb
1. "The Path To Decay" – 4:17
2. "Lost In Life" – 3:12
3. "The Mind Maelstrom" – 4:47
4. "The Seventh Summer" – 5:21
5. "Beyond Life's Scenery" – 4:33
6. "The Lucid Door" – 4:48
7. "Led Astray" – 4:35
8. "Winterborn 77" – 5:33
9. "Sirens Of The Seven Seas" – 5:13

CD-Digi & Boxset Bonus Tracks:
- "The Path To Decay (Radio Mix)" - 3:34
- "The Mind Maelstrom (Instrumental)" - 4:49
- "Winterborn 77 (Instrumental)" - 5:35